# Капля (фильм, 1958)
Капля (англ. The Blob) — фильм ужасов 1958 года, режиссёра Ирвина Ш. Йеуорта-младшего. В главной роли Стив Маккуин, для которого это стал последний фильм, где его имя в титрах было написано как «Стивен Маккуин». Съёмки проходили в Вэлли-Фордж, штат Пенсильвания. Фильм получил одноимённый римейк в 1988 году.

## Сюжет
Июль 1957 года. Подросток Стив Эндрюс (Стив Маккуин, он был самым возрастным актёром в составе, на момент съёмок ему было 27 лет) и его девушка Джейн Мартин (Анита Корсо) припарковались, чтобы посмотреть на падающие звёзды. Одна из таких «звёзд» падает недалеко от них, после чего они отправляются к месту падения. Сам метеорит упал возле дома неизвестного старика (Олин Хауленд), который вышел проверить, что это. Он начал тыкать метеорит палкой, отчего он треснул и из него вытекла желеобразная масса (Капля), которая прицепилась к палке, быстро поползла к руке старика и вцепилась в неё. От жуткой боли и невозможности освободиться старик бросается к дороге, где его находят Стив и Джейн. Они отвозят его на осмотр к местному доктору. Тот делает старику обезболивающий укол и советует Стиву отправиться на место крушения, чтобы собрать больше информации.

## В ролях
- Стив Маккуин — Стив Эндрюс
- Анета Корсо — Джейн Мартин
- Эрл Роу — Дэйв Бартон
- Олин Хоуленд — Барни
- Стивен Чейз — доктор Халлен
- Джон Бенсон — сержант Джим Берт
- Джордж Карас — офицер Ричи
- Ли Пэйтон — медсестра Кейт
- Элберт Смит — Генри Мартин
- Хью Грэм — мистер Эндрюс
- Винс Барби — Джордж, владелец кафе
- Одри Меткалф — Элизабет Мартин